# Nanomantidae

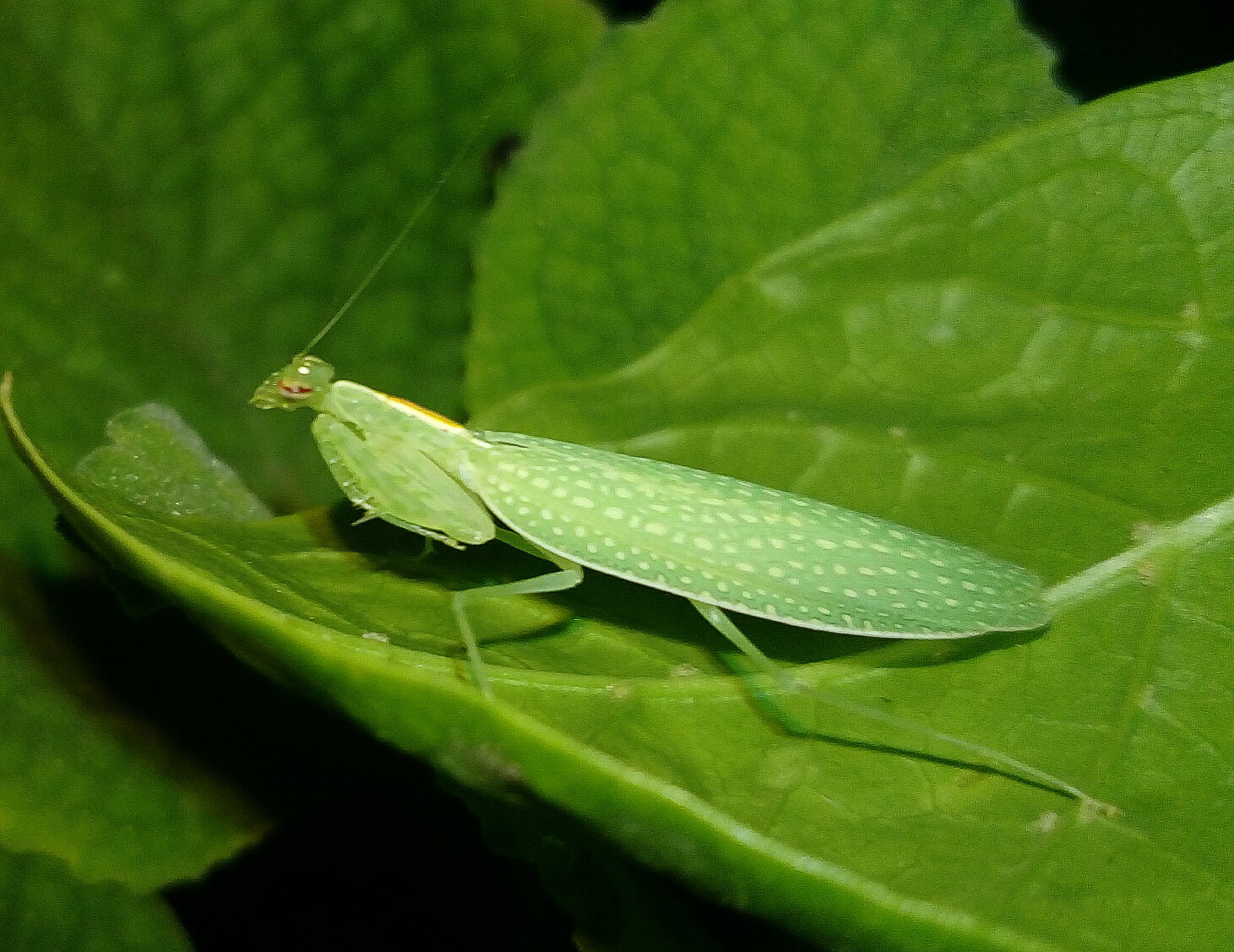
Tropidomantis guttatipennis

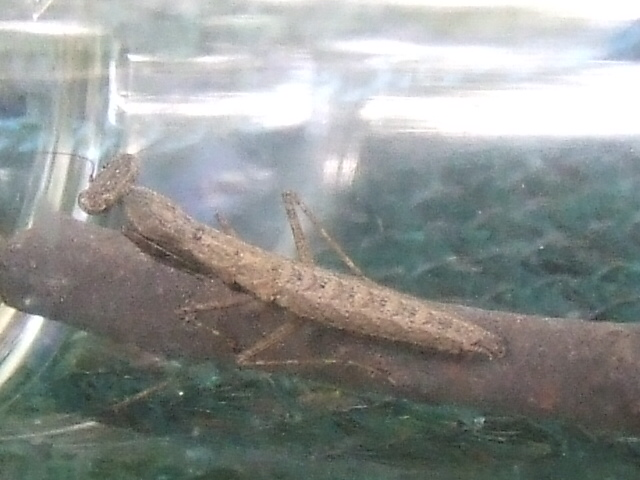
Nieoznaczony gatunek z rodzaju Bolbe

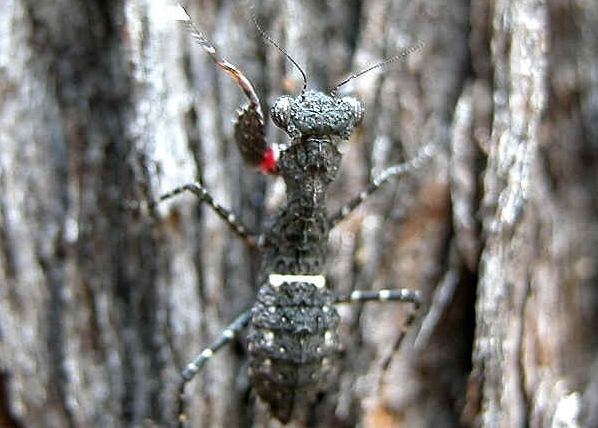
Nieoznaczony gatunek z rodzaju Paraoxypilus

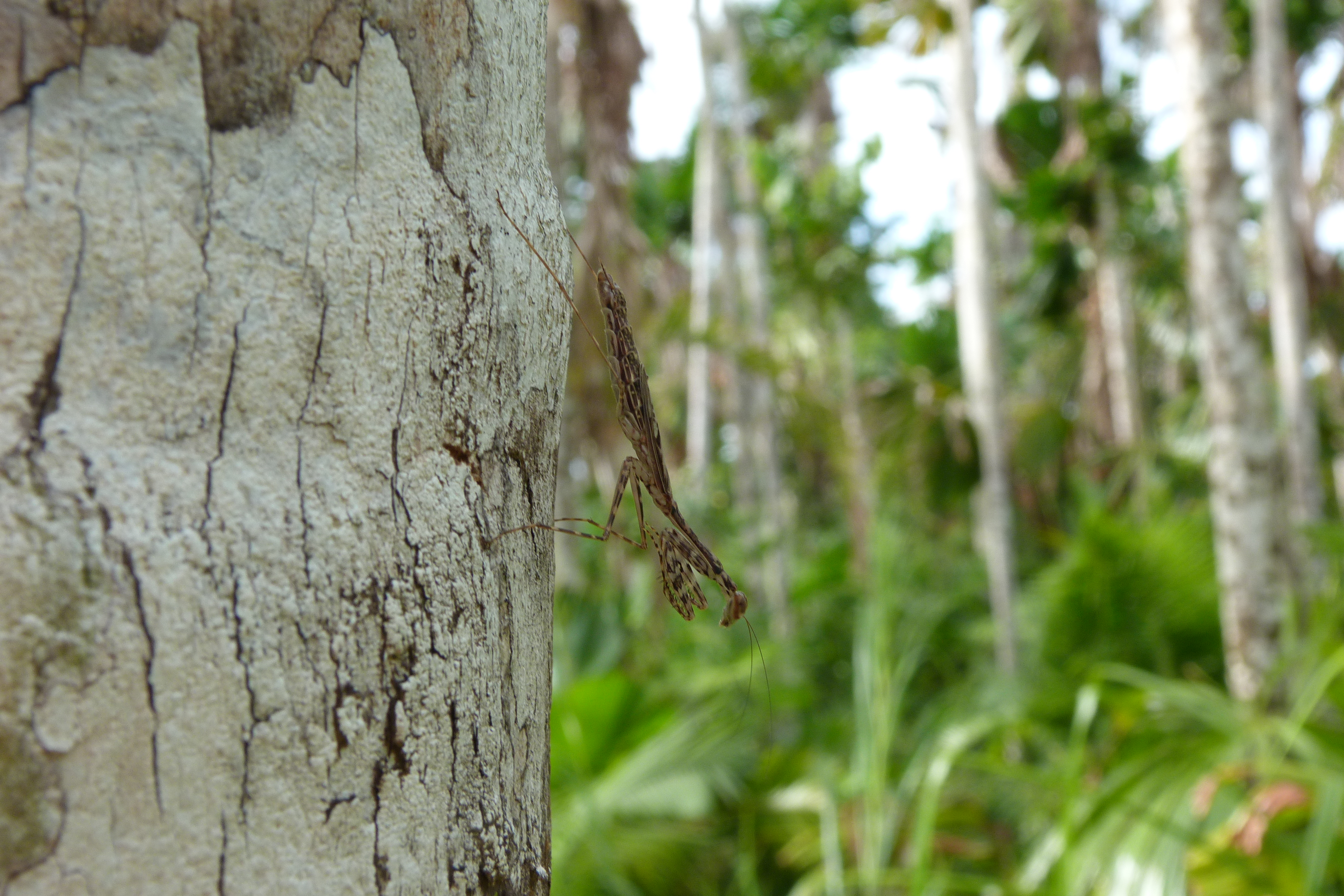
Nieoznaczony gatunek z rodzaju Ciulfina

Nanomantidae – rodzina modliszek z podrzędu Eumantodea i nadrodziny Nanomantoidea.

## Morfologia
Modliszki osiągające niewielkie rozmiary. W ich ubarwieniu dominują odcienie zieleni i brązu.
Głowa pozbawiona jest wyrostka ciemieniowego, ma natomiast wyraźne, często wystające poza jej obrys nabrzmiałości okołooczne.
Tułów u Hapalomantinae i Tropidomantinae odznacza się obecnością kila na metazonie przedplecza – u pozostałych podrodzin brak takowego. Rozszerzenia nadbiodrowe bywają wyrażone w stopniu umiarkowanym do silnego. U samców skrzydła obu par są zawsze dobrze rozwinięte, natomiast samice bywają od długoskrzydłych przez krótkoskrzydłe po całkiem bezskrzydłe. Na spodzie zatułowia pomiędzy odnóżami tylnej pary leży pojedynczy narząd tympanalny zwany uchem cyklopowym. Chwytne odnóża pary przedniej mają uda z dość długimi kolcami płatów wierzchołkowych, dwoma lub trzema (rzadko czterema) kolcami dyskoidalnymi oraz czterema, rzadziej pięcioma kolcami tylno-brzusznymi. Pozostałe pary odnóży są kroczne, pozbawione płatów i kolców.
Przysadki odwłokowe są zawsze krótsze niż połowa długości odwłoka. Wszystkie ich człony są walcowate lub ostatni jest spłaszczony. Genitalia samca cechują się słabo zesklerotyzowanymi fallomerami, zazwyczaj o uproszczonej budowie, acz u Stenomantini z wtórnymi komplikacjami. Niekiedy ich budowa jest chiralnie lustrzana. Pierwotny wyrostek dystalny przesunięty jest na lewą stroną fallomeru brzusznego. Wyrostki wtórne dystalne środkowy i boczny zwykle są zachowane, rzadko jeden z nich lub oba ulegają uwstecznienieu. Płat nasadowy prawej strony fallomeru brzusznego wykształcony jest tylko u części taksonów. Apofyza falloidalna bywa rozdwojona lub o zredukowanym płacie przednim. Lewy fallomer pozbawiony jest zaokrąglonego płata na blaszce grzbietowej.

## Rozprzestrzenienie
Zasięg rodziny obejmuje krainy krainy australijską, orientalną, etiopską i madagaskarską, przy czym w tej ostatniej reprezentowani są tylko przedstawiciele plemienia Nilomantini, a w przedostatniej również Hapalomantini.

## Taksonomia i ewolucja
Takson ten wprowadzony został w 1893 roku przez Karla Brunnera von Wattenwyla. W systemie Reinharda Ehrmanna i Rogera Roya z 2002 roku definiowany był bardziej wąsko i miał rangę obejmującej plemiona Fulcinini i Nanomantini podrodziny w obrębie rodziny Iridopterygidae.
Współcześnie do Nanomantidae zalicza się 50 opisanych rodzajów, sklasyfikowanych w dwóch podrodzinach i ośmiu plemionach:
- Fulciniinae Ehrmann et Roy, 2002
  - Fulciniini Ehrmann et Roy, 2002
  - Neomantini Schwarz et Roy, 2019
  - Paraoxypilini Saussure, 1872
  - Stenomantini Giglio-Tos, 1915
- Hapalomantinae Beier, 1964
  - Hapalomantini Beier, 1964
  - Nilomantini Ehrmann et Roy, 2002
- Nanomantinae Brunner de Wattenwyl, 1893
- Tropidomantinae Giglio-Tos, 1915
  - Epsomantini Schwarz et Roy, 2019
  - Tropidomantini Giglio-Tos, 1915

Nanomantidae klasyfikowane są wraz z Amorphoscelidae i Leptomantellidae w nadrodzinie Nanomantoidea. W jej obrębie Nanomantidae przypuszczalnie zajmują pozycję siostrzaną dla Amorphoscelidae. Synapomorfią tworzonego przez te dwie rodziny kladu ma być utrata jednego z kolców dyskoidalnych na udzie odnóża chwytnego.
Dane morfologiczne, molekularne i biogeograficzne wskazują na istnienie w obrębie omawianego taksonu dwóch dużych kladów. Jeden obejmuje Hapalomantinae i Tropidomantinae i odznacza się synapomorfią w postaci kila na metazonie przedplecza. Drugi obejmuje Fulciniinae i Nanomantinae, a jego przypuszczalną synapomorfię widać w użyłkowaniu skrzydła przedniej pary (tegminy) –  wspólny odcinek żyłki radialnej tylnej i medialnej (RP+M) za pterostygmą rozbiega się gwałtownie z żyłką anterokubitalną, tworząc przestrzeń gęsto wypełnioną siateczkowaniem.